# Pankivți, Stara Sîneava
Pankivți (în ucraineană Паньківці) este un sat în comuna Lîsanivți din raionul Stara Sîneava, regiunea Hmelnîțkîi, Ucraina.

## Demografie
Componența lingvistică a localității Pankivți
     Ucraineană (99,14%)
     Alte limbi (0,86%)
Conform recensământului din 2001, majoritatea populației localității Pankivți era vorbitoare de ucraineană (99,14%), existând în minoritate și vorbitori de alte limbi.